# Colorado Piedmont
Colorado Piedmont é um termo geológico para uma área que se estende pela base e montes menores da cordilheira Front Range no norte da zona central do Colorado, nos Estados Unidos da América. 